# 한동항
한동항은 제주특별자치도 제주시 구좌읍 한동리에 위치한 어항이다. 2004년 9월 23일 어촌정주어항으로 지정되었다. 관리청은 제주시, 시설관리자는 제주시장이다.

## 어항 연혁
종래 여러 향토 연구가들은 구전을 바탕으로 하여 약 690년 전에 조씨가 속칭 '조개머세'에 정착하여 설촌하였다고 한다. 이는 제주도의 외래 조씨로서는 한양 조씨가 주를 이루고 있는데, 여러 연구가의 조사에 의하면 한양 조씨는 조광조가 정계에서 물러나는 기묘사화가 일어난 지 2년 후 그 가족이 멸문지화를 면하기 위하여 조방보와 그 아우 조방좌가 1521년에 입도 하였다. 따라서 조씨가 한동리에 설촌, 정착하였다면 설촌 연대가 450여 년 전으로 추정된다. 그리고 조씨의 족보에는 한동리와 관련되는 조상이나 기록이 없는 점으로 봐서 조씨가 설촌했다는 설은 단순한 전설에 지나지 않다는 다는 설도 있다.

## 어항 구역
- 수역: 58,893m2[1]

## 어항 시설
1981년 선착장 26m 축조를 시작으로 현재까지 방파제 45m, 선착장 244m, 물양장 50m가 축조되어 있다.